# Meistaraflokkur (1929)
Sezon 1929 był 18. sezonem o mistrzostwo Islandii. W odróżnieniu od pozostałych edycji, z uwagi na dwukrotnie większą niż w poprzednim sezonie liczbę zgłoszonych drużyn rozgrywki ligowe nie toczyły się systemem „każdy z każdym”, lecz każdy zespół rozgrywał mecze do momentu, w którym poniósł dwie porażki i odpadał z dalszej rywalizacji. Taki schemat miał miejsce do momentu, w którym w rozgrywkach pozostały tylko dwie drużyny, które rozegrały pomiędzy sobą mecz finałowy o mistrzostwo Islandii. Drużyna KR po raz trzeci z rzędu obroniła tytuł mistrzowski, odnosząc zwycięstwa we wszystkich czterech meczach. Ze względu na brak systemu ligowego żaden zespół nie spadł ani nie awansował po sezonie.

## Drużyny
Po sezonie 1928 do udziału w rozgrywkach igi zgłosiły się dodatkowe trzy zespoły. Fram i ÍB Vestmannaeyja brały już udział w poprzednich edycjach, natomiast zespół ÍBA Akureyri był debiutantem. W wyniku tych zmian w sezonie 1929 w rozgrywkach Meistaraflokkur wzięło udział sześć zespołów.
| Uczestnicy poprzedniej edycji                                                                                 | Uczestnicy poprzedniej edycji | Uczestnicy poprzedniej edycji | Uczestnicy poprzedniej edycji |
| --- | ----------------------------- | ----------------------------- | ----------------------------- |
| KRE | KR                            | 1                             |                               |
| VAL | Valur                         | 2                             |                               |
| FRA | Fram                          | 3                             |                               |
| Dołączenie w sezonie 1929                                                                                     |                               |                               |                               |
| ÍBA | ÍBA Akureyri                  |                               |                               |
| ÍBV | ÍB Vestmannaeyja              |                               |                               |
| VÍR | Víkingur Reykjavík            |                               |                               |
| Oznaczenia: - kolumna pierwsza – skróty nazw drużyn, - kolumna trzecia – miejsce zajęte w poprzednim sezonie. |                               |                               |                               |

## Rozgrywki
|  | KR | 7:1 | Fram |  |
|  |    |     |      |  |

|  | Valur | 4:0 | ÍBA Akureyri |  |
|  |       |     |              |  |

|  | ÍB Vestmannaeyja | 4:1 | Víkingur Reykjavík |  |
|  |                  |     |                    |  |

|  | KR | 3:1 | Valur |  |
|  |    |     |       |  |

|  | ÍB Vestmannaeyja | 1:3 | KR |  |
|  |                  |     |    |  |

|  | Víkingur Reykjavík | 3:0 | ÍBA Akureyri |  |
|  |                    |     |              |  |

Zespół ÍBA Akureyri został wyeliminowany z rozgrywek.
|  | Fram | 1:2 | ÍB Vestmannaeyja |  |
|  |      |     |                  |  |

Zespół Fram został wyeliminowany z rozgrywek.
|  | Valur | 4:0 | ÍB Vestmannaeyja |  |
|  |       |     |                  |  |

Zespół ÍB Vestmannaeyja został wyeliminowany z rozgrywek.
|  | KR | 7:2 | Víkingur Reykjavík |  |
|  |    |     |                    |  |

Zespół Víkingur Reykjavík został wyeliminowany z rozgrywek.

### Finał
W meczu finałowym zmierzyły się dwie drużyny, które nie poniosły porażki w trakcie sezonu. W bezpośrednim meczu lepszy okazał się KR, zdobywając tym samym tytuł mistrzowski sezonu 1929.
|  | KR | 3:1 | Valur |  |
|  |    |     |       |  |